# Tir als Jocs Olímpics d'estiu de 1896 – Rifle militar, 200 metres homes
La prova de rifle militar a 200 metres va ser una de les cinc del programa de tir als Jocs Olímpics d'Atenes de 1896. Es va disputar entre el 8 i el 9 d'abril i en ella cada tirador realitzava la meitat dels seus trets el primer dia i l'altra meitat el segon. Es disputaren quatre sèries en què cada tirador disparava 10 trets en cadascuna d'elles. Un total de 42 tiradors, representat a set països, participaren en aquesta prova.

## Medallistes
| Or                        | Plata                 | Bronze                  |
| Pandelís Karasevdàs (GRE) | Pavlos Pavlidis (GRE) | Nicolaos Trikupis (GRE) |

## Resultats
| Posició | Tirador                          | Puntuació                   | Encerts                     | 1          | 2          | 3            | 4            |
| ------- | -------------------------------- | --------------------------- | --------------------------- | ---------- | ---------- | ------------ | ------------ |
| 1       | Pandelís Karasevdàs (GRE)        | 2.350                       | 40                          | 480        | Desconegut | Desconegut   | Desconegut   |
| 2       | Pavlos Pavlidis (GRE)            | 1.978                       | 38                          | Desconegut | Desconegut | Desconegut   | Desconegut   |
| 3       | Nicolaos Trikupis (GRE)          | 1.713                       | 34                          | Desconegut | Desconegut | Desconegut   | Desconegut   |
| 4       | Anastasios Metaxas (GRE)         | 1.701                       | Desconegut                  | Desconegut | Desconegut | Desconegut   | Desconegut   |
| 5       | Georgios Orfanidis (GRE)         | 1.698                       | Desconegut                  | Desconegut | Desconegut | Desconegut   | Desconegut   |
| 6       | Viggo Jensen (DEN)               | 1.640                       | 30                          | Desconegut | Desconegut | Desconegut   | Desconegut   |
| 7       | Georgios Diamantis (GRE)         | 1.456                       | Desconegut                  | Desconegut | 384        | Desconegut   | Desconegut   |
| 8       | Albert Baumann (SUI)             | 1.294                       | Desconegut                  | Desconegut | Desconegut | Desconegut   | Desconegut   |
| 9       | Ioannis Theofilakis (GRE)        | 1.261                       | Desconegut                  | Desconegut | 312        | Desconegut   | Desconegut   |
| 10      | Sidney Merlin (GBR)              | 1.156                       | Desconegut                  | 477        | Desconegut | Desconegut   | Desconegut   |
| 11      | Alexios Fetsios (GRE)            | 894                         | Desconegut                  | Desconegut | 272        | Desconegut   | Desconegut   |
| 12      | Eugen Schmidt (DEN)              | 845                         | 12                          | Desconegut | Desconegut | Desconegut   | Desconegut   |
| 12      | Spiridon Stais (GRE)             | 845                         | Desconegut                  | Desconegut | Desconegut | Desconegut   | Desconegut   |
| 14-41   | Charles Waldstein (USA)          | Desconegut                  | Desconegut                  | 354        | 154        | Desconegut   | Desconegut   |
| 14-41   | Machonet (GBR)                   | Desconegut                  | Desconegut                  | Desconegut | Desconegut | Desconegut   | Desconegut   |
| 14-41   | Rivabella (ITA)                  | Desconegut                  | Desconegut                  | Desconegut | Desconegut | Desconegut   | Desconegut   |
| 14-41   | Aristovoulos Petmezas (GRE)      | Desconegut                  | Desconegut                  | Desconegut | Desconegut | Desconegut   | Desconegut   |
| 14-41   | Albin Lermusiaux (FRA)           | Desconegut                  | Desconegut                  | Desconegut | Desconegut | Desconegut   | Desconegut   |
| 14-41   | G. Karagiannopoulos (GRE)        | Desconegut                  | Desconegut                  | Desconegut | Desconegut | Desconegut   | Desconegut   |
| 14-41   | 22 altres noms desconeguts (GRE) | Desconegut                  | Desconegut                  | Desconegut | Desconegut | Desconegut   | Desconegut   |
| –       | Holger Nielsen (DEN)             | Retirat després de 2 rondes | Retirat després de 2 rondes | Desconegut | Desconegut | No finalitza | No finalitza |